# Cresta di Senales
La Cresta di Senales (Schnalskamm in tedesco) è un gruppo montuoso delle Alpi Venoste. Si trova sul confine tra l'Austria e l'Italia.
Prende il nome da Senales, comune che la delimita a sud.

## Classificazione
Secondo la SOIUSA la Cresta di Senales è un gruppo alpino con la seguente classificazione:
- Grande parte = Alpi Orientali
- Grande settore = Alpi Centro-orientali
- Sezione = Alpi Retiche orientali
- Sottosezione = Alpi Venoste
- Supergruppo = Alpi Venoste Orientali
- Gruppo = Cresta di Senales
- Codice = II/A-16.I-A.5

## Delimitazioni
Ruotando in senso orario i limiti geografici della Cresta di Senales sono: Val Senales, Giogo Alto, Rotental, Venter Tal, Gurgler Tal, Giogo di Vallelunga, Passo Gelato, Val di Fosse, Senales, Val Senales.

## Suddivisione
La SOIUSA suddivide la Cresta di Senales in cinque sottogruppi:
- Gruppo della Punta di Finale (a)
- Gruppo del Similaum (b)
- Costiera dello Schalfkogl (c)
- Costiera del Ramolkogl (d)
- Nodo dell'Altissima (e)

## Montagne
Le montagne principali sono:
- Cima Nera - 3.628 m
- Similaun - 3.607 m
- Punta di Marzèl Est - 3.550 m
- Ramolkogel - 3.550 m
- Schalfkogel - 3.540 m
- Punta di Marzèl di Mezzo - 3532 m
- Punta di Marzèl Ovest - 3529 m
- Mutmalspitze - 3.522 m
- Punta di Finale - 3.514 m
- Cima Altissima - 3.480 m
- Cima di Quaira - 3.462 m
- Croda delle Cornacchie - 3251 m